# 素晴らしき家族旅行
『素晴らしき家族旅行』（すばらしきかぞくりょこう）は、林真理子の小説。1993年から1994年にかけて毎日新聞に連載。これを原作としたテレビドラマがフジテレビ系列で1996年1月3日に、テレビ東京系列で1998年に放送された。
また1999年3月、名古屋市の名鉄ホールにて、東宝・名鉄の提携プロデュースによる舞台劇として上演された。

## あらすじ
菊地忠紘は自分よりも20歳以上歳の離れたバツイチの子持ちの幸子と結婚するが、祖母の淑子の介護問題からやも得なく親たちと同居する事となる、歳が一回りしか変わらない嫁姑でしかも嫁の方が気が強い上に家事も何でもこなしてしまう為に介護の権限を奪われた姑の房枝は何かと張り合いを持とうとする、寝たきりの状態になりながら消極的になっている祖母の淑子、特殊な家庭環境をただ傍観するしかない忠紘や父、祖父。果たして家庭環境はうまくやっていけるのか？

## テレビドラマ（フジテレビ版）
1996年の新春ドラマスペシャルとして放送された。

### キャスト
- 菊地幸子：田中美佐子
- 菊地忠紘：稲垣吾郎（元 SMAP）
- 菊地淑子：南美江
- 菊地保文：蟹江敬三
- 菊地房枝：倍賞美津子
- 菊地久美子：松下由樹
- 菊地高一郎：三木のり平
- 菊地友文：益岡徹
- 菊地正美：清水ミチコ
- 菊地裕太：明石亮太朗
- 黒沢弥生：中尾ミエ
- 黒沢信彦：佐戸井けん太
- 渡辺和也：田口浩正
- 渡辺光子：赤座美代子
- 渡辺和哉：北村総一朗
- 柴田理恵

### スタッフ
- 原作：林真理子
- 脚本：龍居由佳里
- 演出：林徹

## テレビドラマ（テレビ東京版）
1998年7月1日から9月16日まで放送された。

### キャスト
- 菊地幸子：泉ピン子
- 菊地忠紘：野村宏伸
- 菊地房枝：野際陽子
- 菊地保文：竜雷太
- 菊地淑子：丹阿弥谷津子
- 菊地高一郎：鈴木清順
- 菊地久美子：鈴木佳
- 菊地洋：小池祐輝
- 赤座美代子
- 遊井亮子
- 西川忠志
- 毒蝮三太夫
- 上原風馬
- 指田ゆかこ

### スタッフ
- 原作：林真理子
- 脚本：鎌田敏夫、畑嶺明
- 演出：久野浩平、示野浩司、真船匡氏
- プロデューサー：佐々木彰、千野榮彦、山根さおり
- 音楽：上々颱風
- 主題歌：「翼がほしい」上々颱風

### サブタイトル
1. 人生最悪三代の嫁姑戦争（初回2時間拡大スペシャル）
2. 許せん!姑の大嘘
3. 嫁姑の（秘）料理決戦
4. 姑フルコース逆襲
5. 夢の花散るハワイ
6. 精力絶倫過激コピーで嫁姑激突
7. 嫁姑ふしだら論争!娘のマルヒ行動
8. 母娘十年目の再会は涙の大喧嘩
9. 嫁姑再戦!小姑の恋人は東大卒
10. 息子の嫁は悪魔だ!
11. 嫁姑絶縁全面対決へ
12. 嫁姑三代の舌戦

### 全国ネット局
- TX テレビ東京（制作局）
- TVh テレビ北海道
- TVA テレビ愛知
- TVO テレビ大阪
- TSC テレビせとうち
- TVQ TXN九州（現:TVQ九州放送）

| テレビ東京系 水曜20時台 | テレビ東京系 水曜20時台 | テレビ東京系 水曜20時台 |
| 前番組                  | 番組名                  | 次番組                  |
| ----------------------- | ----------------------- | ----------------------- |
| 飛んで火に入る春の嫁    | 素晴らしき家族旅行      | 食卓から愛をこめて      |

## 舞台劇
1999年3月3日から26日まで「東宝・名鉄提携 三月特別公演」として名古屋市の名鉄ホールにて全40回（公演パンフレットより）の公演が行われた。

### キャスト
- 菊地幸子：山本陽子
- 菊地忠紘：国広富之
- 菊地保文：近藤洋介
- 菊地房枝：南風洋子
- 菊地高一郎：穂積隆信
- 菊地淑子：月丘夢路
- 菊地久美子：酒井和歌子
- 菊地洋：鈴木敬介・宮崎一舞（ダブルキャスト）

### スタッフ
- 原作：林真理子
- 脚本：小池倫代
- 演出：山田孝行
- 装置：倉本政典
- 衣装：宇野善子
- 照明：塚本悟
- 音楽：鈴木邦彦
- 製作：酒井喜一郎